# Казначеев, Владимир Петрович
Влади́мир Петро́вич Казначе́ев (род. 26 июля 1928, деревня Соловьяновка, Брянская губерния — 23 декабря 2020, Херсон) — несовершеннолетний партизан Великой Отечественной войны. Традиционно рассматривается как один из пионеров-героев. Почётный гражданин города Херсон.

## Биография
Владимир Казначеев родился в крестьянской семье. Достаточно рано лишился отца, жил с матерью, старшей сестрой Анной и младшим братом Анатолием. Рос обычным сельским мальчиком, учился в школе, вступил в пионеры, любил ходить в лес и на речку ловить рыбу. В 1941 году окончил 4-й класс средней школы.

### В начале войны
22 июня 1941 года Володя ушёл с раннего утра на рыбалку. Вернувшись вечером домой, узнал от матери, Елены Кондратьевны, о нападении гитлеровской Германии на СССР и начале войны. Как впоследствии, уже через много лет, будет вспоминать об этом моменте Владимир Петрович, отреагировал он тогда на эту страшную новость с чисто пионерской уверенностью: «Мы разгромим их!»
Уже в первые месяцы войны на Брянщине, к которой стремительно приближались немецкие войска, по приказу коммунистической партии развернулась деятельность по организации специальных подпольных групп, которым надлежало действовать на оставляемых Красной Армией территориях. В состав одной из таких групп попала и мать Владимира, которая после оккупации немецкой армией района стала связной между сформировавшемся в этом районе Клетнянским партизанским отрядом и подпольем. Пекла она и хлеб для партизанского отряда в подпольной пекарне, расположенной в лесном урочище «Красный дворец». Немецкая разведка сумела обнаружить это предприятие, и оно было уничтожено посланным туда карательным отрядом. Мать Володи была арестована и 6 октября 1941 года расстреляна оккупантами.

### Начало боевого пути
После смерти матери Владимир с сестрой и братом решили перебираться в местный партизанский отряд. Командир отряда встретил их словами: «Ну и пополнение!..» — однако, учитывая заслуги перед партизанами их погибшей матери, согласился принять сирот.
В первом же своём задании, заключавшемся в разведке положения дел в деревне Берёзовка, где, как оказалось, и размещалось немецкое карательное подразделение, Володя был схвачен «полицаем» и лишь по случайности не попал в немецкую комендатуру. Это испытательное задание стало для мальчика своего рода боевым крещением.
В 1942 году в брянские леса пришло партизанское соединение имени Щорса под командованием А. Ф. Фёдорова, будущего дважды Героя Советского Союза. Володя решился перейти в этот отряд, так как местные партизаны, по его мнению, считали его слишком молодым, поэтому очень редко доверяли серьёзные задания. В отряд Фёдорова переходило несколько опытных разведчиков из Клетнянского отряда, в числе которых был Геннадий Андреевич Мусиенко, выходец из Соловьяновки, и Володя сумел уговорить его взять их с сестрой с собой.
В 1942 году Брянщина становится одним из центров партизанского движения. Не были исключением и Клетнянские леса, где сосредоточились несколько партизанских отрядов. В середине 1942 года немецкое командование начинает полномасштабную операцию против брянских партизан. Уничтожение отряда имени Щорса было одной из целей этой операции. После тяжёлых кровопролитных семидневных боёв партизанам блокированного соединения А. Ф. Фёдорова (потерявшего к этому времени около половины личного состава) удалось выйти из окружения и уйти в Черниговскую область Украины. Сумели установить радиосвязь с Москвой. Из Ставки Верховного Главнокомандования пришёл приказ разделить подразделение на два отряда, один из которых, под командованием Н. Н. Попудренко, должен был оставаться в Черниговской области, а второму, под командованием Фёдорова, предстояло идти в Западную Украину и Белоруссию на соединение с отрядами С. А. Ковпака, для того, чтобы действовать в глубоком тылу противника. 3 марта отряд Фёдорова отправился в путь. Был в его составе и Владимир Казначеев.

### Юный подрывник
Около Гомеля и Брагина подразделения Ковпака и Брагина соединились и после ряда боёв, форсировав Днепр и Припять, ушли в Западную Украину. Из Москвы было получено задание: в каждом отряде должны быть созданы специальные группы подрывников и диверсантов. Комплектование групп шло на добровольных началах, и Володя Казначеев подал рапорт на зачисление в одну из таких групп. Командир отряда не хотел брать пионера в диверсионную группу, мотивируя это тем, что человек с образованием 5 классов, не прошедший даже школьный курс физики, не сможет работать со сложными электрическими минами. За Володю заступился комиссар отряда, и предложил зачислить пионера в группу, но только при условии, что он сдаст все экзамены по подрывному делу на «пять» (учителями у подрывников были доставленные авиацией из Москвы специалисты). Владимир Казначеев, горящий желанием отомстить врагу за смерть матери, с огромным энтузиазмом принялся осваивать минное дело, электротехнику и взрывотехнику, сдал по окончании обучения экзамены на «отлично» и был зачислен в группу подрывников.
Соединению Фёдорова, было поставлена задача парализовать работу крупного Ковельского железнодорожного узла. Эта операция известна как «Ковельский узел». Отряд, в который входила группа Казначеева, действовал на напряжённом 2-х путном участке направления Брест — Ковель. Первое задание по взрыву поезда, на которое Володю взяли в качестве подрывника, столкнулось с проблемой: группа из восьми человек ночью заблудилась и вместо того, чтобы выйти к железной дороге, очутилась на краю труднопроходимого болота. Проводник из местных жителей, оказался в растерянности. Володя, как самый лёгкий в группе решился идти первым. Сквозь сумерки он разглядел мелкие кустики, растущие на кочках, и проложил к ним свой курс. Он шел, не оборачиваясь, уверенный, что товарищи помогут ему, если оступится. Дважды он оступался и оказывался на краю гибели, но твёрдо продолжал идти вперёд. В итоге он и его товарищи вышли на твёрдую почву и подошли к путям. Но место было не очень хорошее, у самого ДЗОТа. Подрывник определял порядок действий группы при каждом конкретном минировании и Казначеев решил, что будет пробираться с миной к железке именно здесь. Осторожно волоча за собой мешок с шестнадцатикилограммовой миной, подросток пополз по неровной местности к дзоту. Достаточно быстро он преодолел простреливаемое пространство и попал в «мёртвую зону»; затем, миновав и дзот, проползши буквально у его края, приблизился к насыпи. Вся работа собственно по минированию заняла около двух минут, показавшиеся новичку вечностью. Закончив работу, Володя благополучно отошёл обратно тем же путём, оставшись незамеченным охраной. Появившийся через некоторое время немецкий транспортный эшелон был подорван.
Ещё не раз будет ходить Владимир Казначеев на минирование железнодорожных путей. Всего на его счету 10 подорванных эшелонов противника. (За это был представлен к званию Герой Советского Союза, но не был награждён из-за юного возраста.) О том, каким опасными была каждая из этих вылазок, говорит тот факт, что за весь период «рельсовой войны» из пятнадцати подрывников в отряде Казначеева в живых осталось только пятеро, всего отрядом в течение этого времени был уничтожен сорок один эшелон. Однажды Володя был на волоске от смерти: выпущенная заметившим его охранником пуля попала в руку.

### После войны
В августе 1944 года Владимира отправили учиться радиоделу в партизанскую школу, по окончании которой он работал до 1946 года радиооператором в Таджикской ССР. В 1946 году поступает и в 1951 году заканчивает с отличием Херсонское мореходное училище. По окончании учёбы в 1951 году работает в Херсонском морском агентстве «Инфлот», начальником которого становится в 1957 году. В 1961 году окончил Одесский институт инженеров морского флота. В мае 1965 году от Министерства морского флота был на 5 лет командирован в Алжир в представительство Черноморского морского пароходства. После возвращения опять работал начальником морского агентства «Инфлот». Затем снова был направлен в заграничную командировку — работал во Франции, Бельгии и Голландии. Далее опять работал директором Херсонского морского агентства «Инфлот» до января 1997 года, после чего вышел на пенсию.
По выходе на пенсию поселился в Херсоне. Умер 23 декабря 2020 в возрасте 92 лет.

## Награды
- Орден Ленина[2] (1944[источник не указан 1058 дней])
- Орден Отечественной войны[2] I[источник не указан 1058 дней] степени
- Орден Трудового Красного Знамени[2]
- Орден «Знак Почёта»[2][3]
- Орден «За заслуги» III степени[2][3]
- Орден «За мужество»[2][3] III[источник не указан 1058 дней] степени
- Медаль «Партизану Отечественной войны» I степени[2]
- Медаль «За победу над Германией в Великой Отечественной войне 1941—1945 гг.»[2]
- Другие медали
- Почётный работник морского флота[3]
- Заслуженный работник транспорта Украинской ССР[3]
- Почётный гражданин города Херсона[2]

## Память
- Владимир Казначеев — один из героев художественного фильма «В лесах под Ковелем», основанного на реальных событиях операции «Ковельский узел». В роли Володи снялся Серёжа Писунов (Кретов)[4].